# Luftangriff auf die Gestapozentrale Kopenhagen

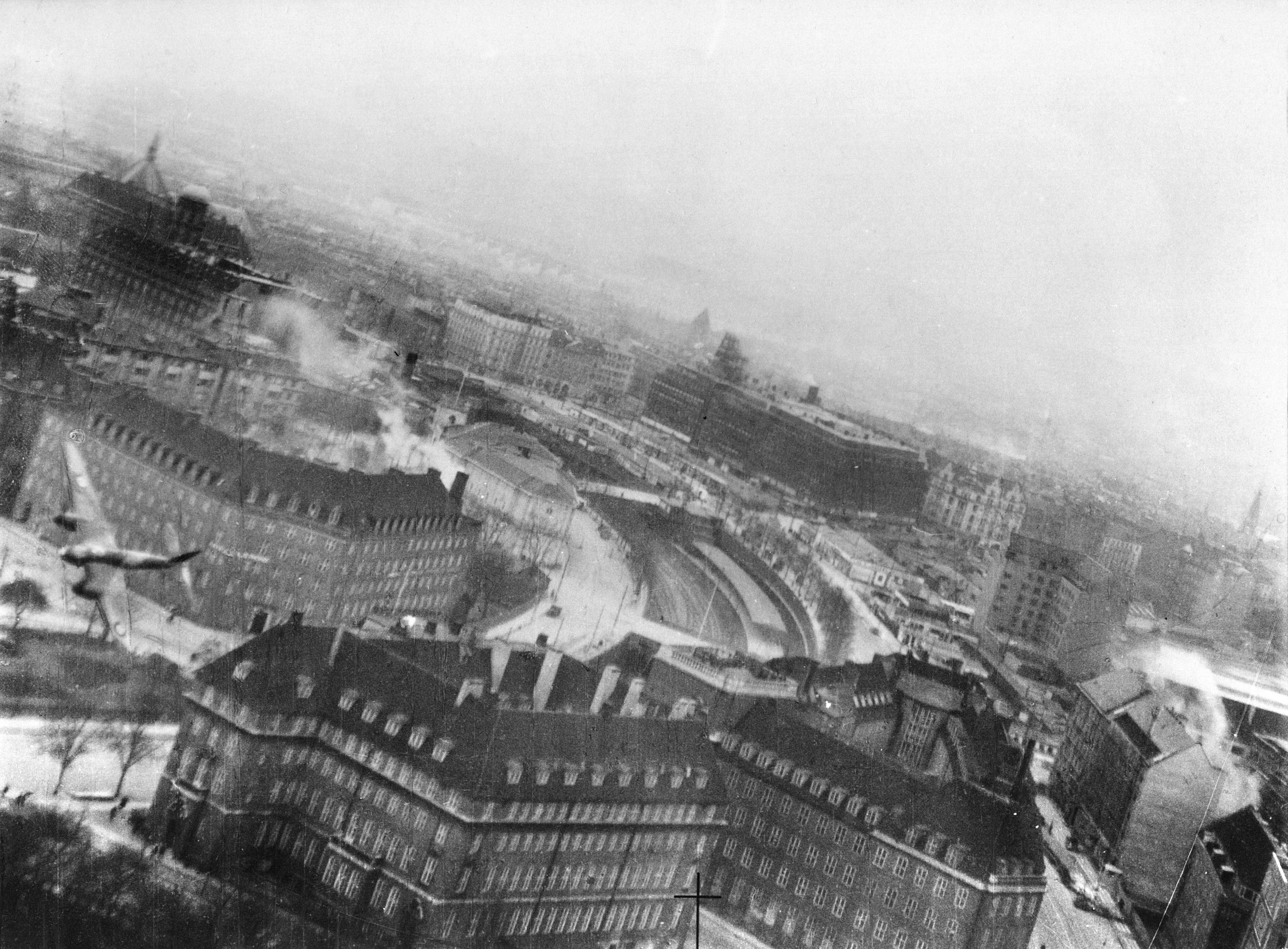
Britischer Jagdbomber (De Havilland DH.98 Mosquito links im Bild) während der Operation in Kopenhagen, 21. März 1945

Der Luftangriff auf die Gestapozentrale Kopenhagen (auch Operation Carthage [dt. Karthago] genannt) wurde am 21. März 1945 von der Royal Air Force (RAF) auf die Gestapozentrale im Shellhaus in Kopenhagen geflogen. Dabei wurde durch einen Irrtum auch eine Schule schwer getroffen. Es wurden drei Angriffswellen geflogen, die zweite und dritte Welle trafen mit voller Wucht die kirchliche Mädchenschule. Dabei starben 86 Mädchen und mehr als 15 Schwestern und Lehrerinnen.

## Geschichte

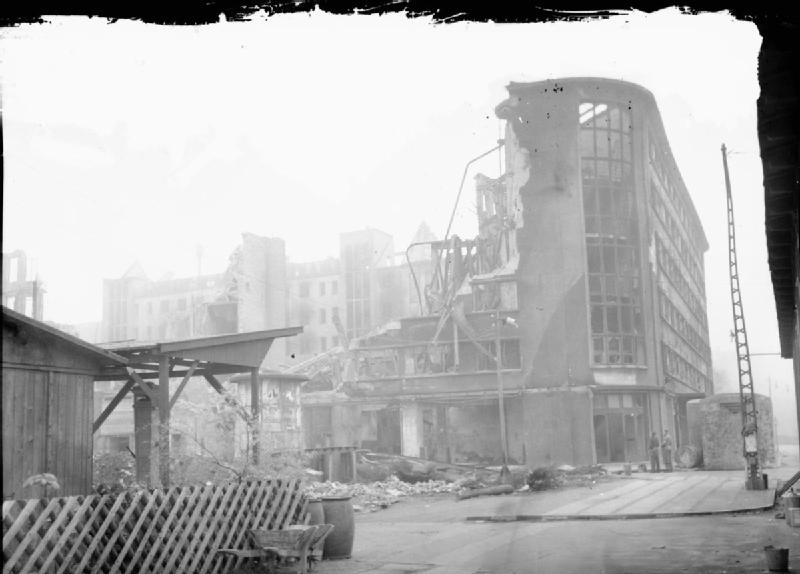
Zerstörtes Shellhaus

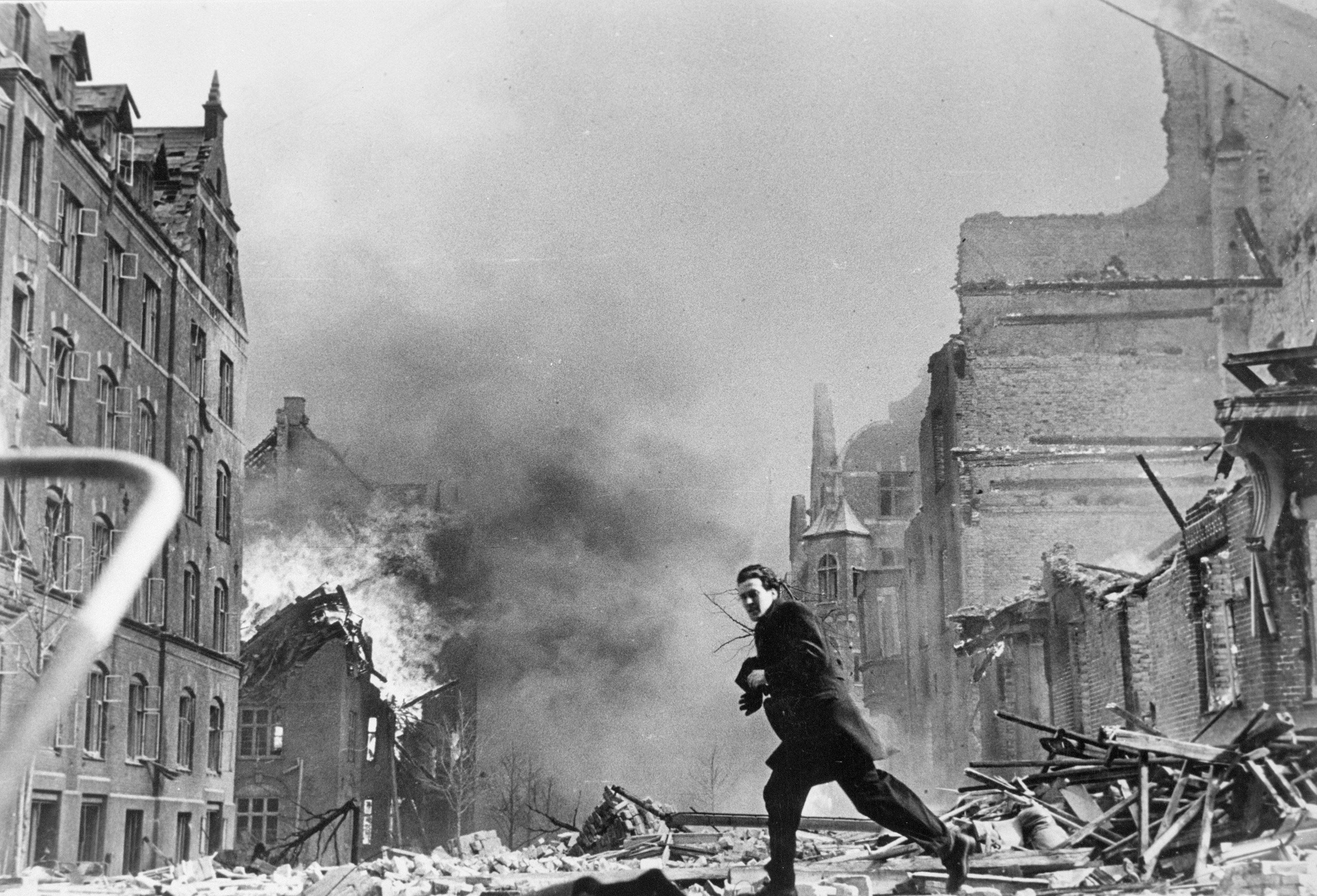
Zerstörte katholische Jeanne-d’Arc-Schule

Seit Spätherbst 1944 hatte der britische Special Operations Executive (SOE) zusammen mit der RAF an Planungen für einen Luftangriff auf das Kopenhagener Gestapohauptquartier gearbeitet. Aufgrund der damit verbundenen Risiken im dicht bebauten Kopenhagen wurden die Pläne für einen derartig schwierigen Präzisionsangriff nur für eine Notfallsituation vorgehalten.
Ende Februar 1945 gelang der Gestapo ein massiver Einbruch in die Führungsstruktur des Kopenhagener Widerstandes mit der Festnahme von 79 Personen, darunter zahlreiche Kompanieleiter, so dass die gesamte Kopenhagener Widerstandsbewegung kurz davor stand, aufgerollt zu werden. Am 28. Februar gab Ole Lippmann vom dänischen Widerstand das vereinbarte Codewort „Carthage“ für den Angriff nach London durch, aber die notwendigen Vorbereitungen und das Wetter verzögerten den Angriff bis zum 21. März.
Kurz nach dem erfolgreichen Luftangriff auf die Gestapozentrale Aarhus vom Oktober 1944 waren verhaftete dänische Widerstandskämpfer zum Schutz der Gestapozentrale vor derartigen Luftangriffen im obersten Stockwerk des Shellhauses untergebracht worden. Daher mussten die Mosquito-Bomber extrem tief anfliegen und die sechste Maschine der ersten Angriffswelle streifte einen Mast und stürzte nahe der Jeanne-d’Arc-Schule ab. Die zweite und dritte Angriffswelle wurden von der Rauchsäule getäuscht und warfen ihre Bomben über der Schule und ihrer Umgebung ab.
Im Shellhaus starben insgesamt 72 Menschen, darunter 26 deutsche Gestapoangehörige, 30 dänische Gestapomitarbeiter und acht der 26 im Gebäude untergebrachten Gefangenen. In der Schule kamen 86 Schüler und 16 Erwachsene ums Leben, 67 Kinder und 35 Erwachsene wurden verletzt. Die meisten Gefangenen konnten vor allem dank Christen Lyst Hansen fliehen und das Shellhaus brannte komplett aus. Für die britischen Planungen unvorhersehbar war, dass der Sicherheitspolizei-Chef Otto Bovensiepen, der Leiter der Gestapo Karl Heinz Hoffmann und andere leitende Mitarbeiter der Gestapo zum Angriffszeitpunkt wegen der Beisetzung eines Gestapobeamten nicht im Shellhaus waren.

## Verfilmung
Der im Jahr 2021 veröffentlichte dänische Historienfilm Das Bombardement beruht im Wesentlichen auf den Ereignissen des Luftangriffs.

## Galerie

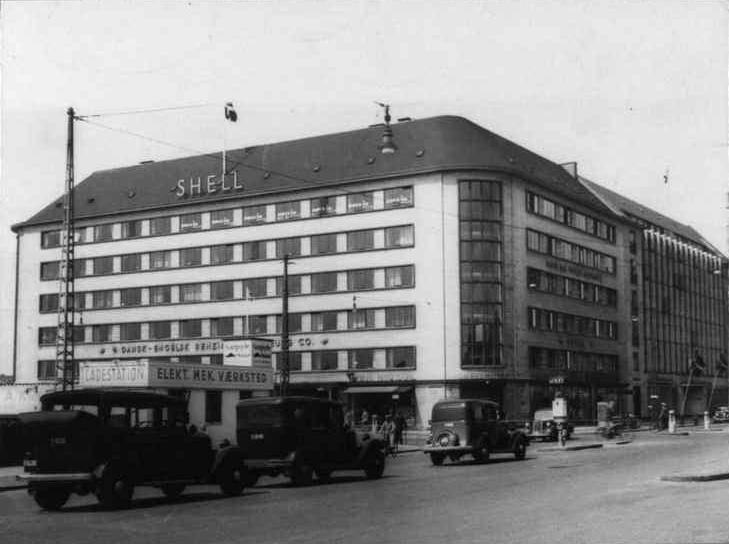
Das Shellhus vor dem Bombenangriff. Zum Zeitpunkt der Bombardierung war es in Tarnfarben gestrichen.
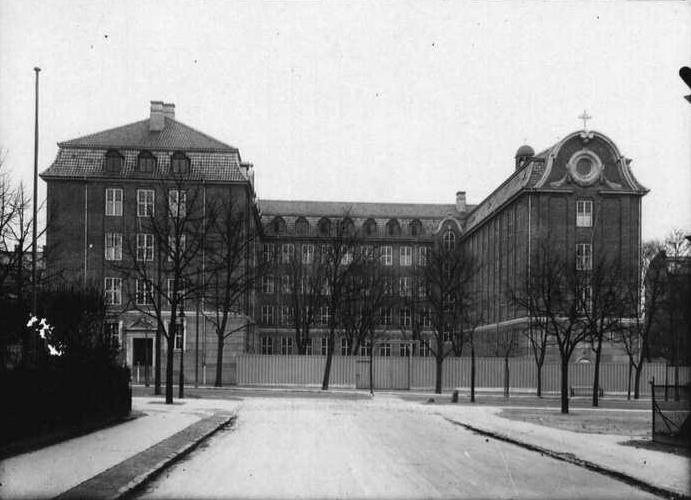
Die katholische Schule (Institut Jeanne d’Arc) in Frederiksberg (Kopenhagen). Foto aus dem Jahr 1924, dem Jahr der Gründung.
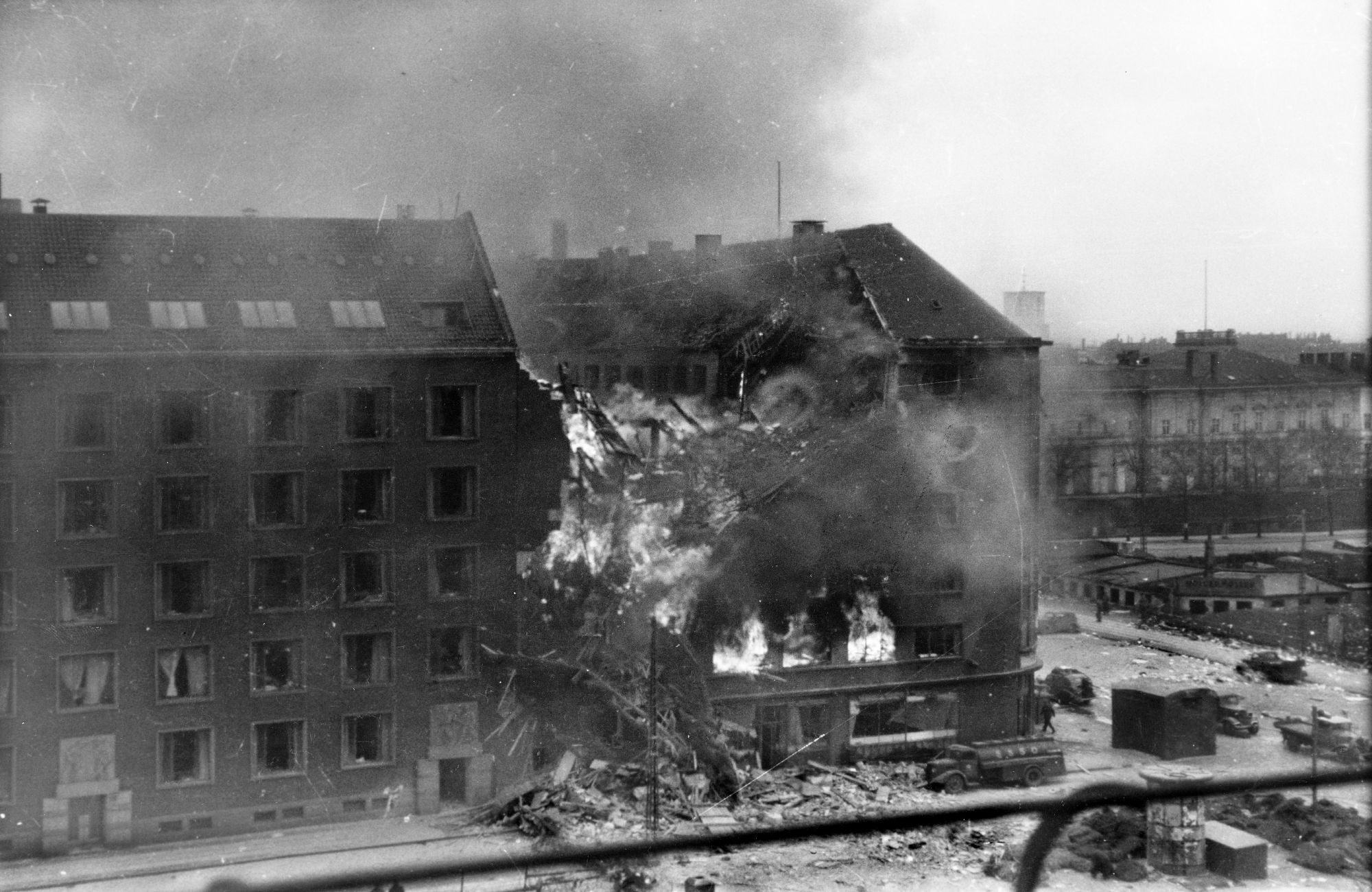
Das Shellhus, das der Gestapo als Hauptquartier diente, nach dem Bombenangriff.
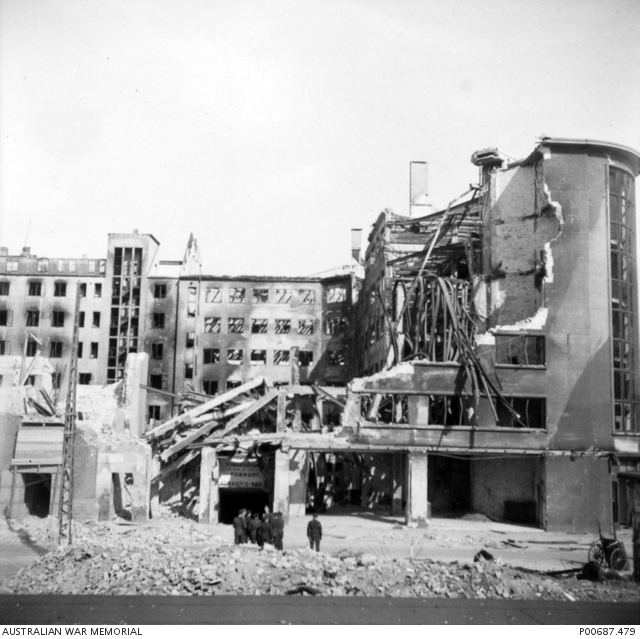
Ruinen des Shellhus
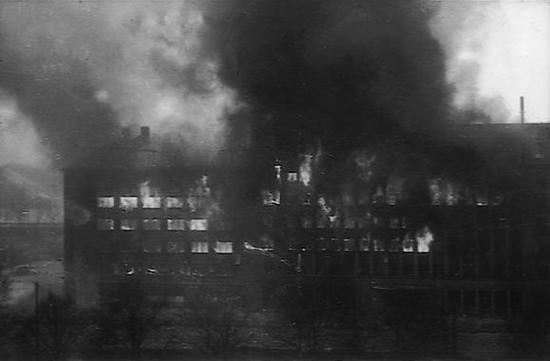
Brand des Shellhus kurz nach dem Angriff. Der größte Teil des Gebäudes wurde zerstört; das Gebäude war unbrauchbar, nachdem eine Gebäudeecke eingestürzt war.